# Albert Madörin
Albert Madörin (17 de marzo de 1905-junio de 1960) fue un deportista suizo que compitió en bobsleigh en la modalidad cuádruple.
Participó en los Juegos Olímpicos de Oslo 1952, obteniendo una medalla de bronce en la prueba cuádruple. Ganó una medalla de plata en el Campeonato Mundial de Bobsleigh de 1950.

## Palmarés internacional
| Juegos Olímpicos   | Juegos Olímpicos           | Juegos Olímpicos  | Juegos Olímpicos |
| Año                | Lugar                      | Medalla           | Prueba           |
| ------------------ | -------------------------- | ----------------- | ---------------- |
| 1952               | Oslo (Noruega)             | Medalla de bronce | Cuádruple        |
| Campeonato Mundial |                            |                   |                  |
| Año                | Lugar                      | Medalla           | Prueba           |
| 1950               | Cortina d'Ampezzo (Italia) | Medalla de plata  | Cuádruple        |